# Фридрих Вилхелм Кристиан Август (Бентхайм-Текленбург)
Фридрих Вилхелм Кристиан Август фон Бентхайм-Текленбург-Реда (на немски: Friedrich Wilhelm Christian August von Bentheim-Tecklenburg-Rheda; * 21 януари 1767 в Реда; † 26 декември 1835 в Реда) от фамилията Бентхайм-Текленбург е граф на Текленбург и Лимбург и госодар на Реда.

## Произход
Той е третият син на граф Мориц Казимир II (1735 – 1805) и съпругата му Хелена Шарлота София фон Сайн-Витгенщайн-Берлебург (1739 – 1805), дъщеря на граф Лудвиг Франц фон Зайн-Витгенщайн-Берлебург (1694 – 1750) и Хелене Емилия фон Золмс-Барут (1700 – 1750).
Братята му са граф Мориц Казимир III (1764 – 1806) и княз Емил Фридрих Карл (1765 – 1837).

## Фамилия
Фридрих Вилхелм Кристиан Август се жени на 16 март 1797 г. във Витгенщайн за графиня Вилхелмина Елизабет Каролина фон Зайн-Витгенщайн-Хоенщайн, дъщеря на граф Йохан Лудвиг фон Зайн-Витгенщайн-Хоенщайн (1740 – 1796) и Вилхелмина Хенриета Каролина фон Пюклер-Лимпург (1746 – 1800). Те имат децата:
- Мориц Казимир Карл Кристиан Фридрих Александър (1798 – 1877), граф на Бентхайм-Текленбург, женен (морганатически) на 21 април 1838 г. в Рьоделхайм за Мелина (1817 – 1908), станала фрайин фон Бордес от великия херцог на Хесен на 21 април 1838 г.
- Вилхелм Фридрих (1799 – 1873), женен август 1827 г. за Амалия Каролина, вилд- и Рейнграфиня цу Залм-Грумбах (1786 – 1856)
- Емил Фридрих (1806 – 1895), женен на 28 октомври 1845 г. за Адриена ван Реес (1824 – 1911)
- Шарлота (1800 – 1834)
- Амалия Лузия (1802 – 1887), омъжена на 3 юни 1828 г. в Реда за княз Александър фон Зайн-Витгенщайн-Хоенщайн (1801 – 1874)